# ウシオ (スーパーマーケット)
株式会社ウシオは、島根県出雲市を営業基盤とするスーパーマーケット「グッディー」 (Good Day) を運営する企業である。本社は島根県出雲市今市町609番地。CGCグループに加盟している。

## 店舗
出雲市を中心に現在6店舗を展開している。
- 医大通店（出雲市）
- 北部店（出雲市）
- （2代目）平田店（出雲市、1981年（昭和56年）1月17日開店[2] - ?）

延べ床面積約2,138m2、売場面積約1,820m2（直営売場面積約1,607m2）、駐車台数約50台。
- 大田店（大田市大正東[3]、1969年（昭和44年）6月30日開店[4] - ?）

延べ床面積約1,310m2、売場面積約1,159m2（直営売場面積約1,106m2）、駐車台数約50台。
- 木次店（大原郡木次町大字下熊谷1528番地[5]（現・雲南市））
- 斐川店（出雲市斐川町神氷2855番地[6]）

### 過去に存在した店舗

#### 島根県
- 扇町店（出雲市今市町902[7]、1966年（昭和41年）12月1日開店[8] - ?）

延べ床面積約1,163m2、売場面積約1,003m2（直営売場面積約989m2）。
- 上成店（出雲市大津町1105[7]、1968年（昭和43年）6月開店[7] - 2022年(令和4年)3月31日閉店[9]）

売場面積約1,458m2。
- 小山店（出雲市小山町511[10]、1980年（昭和55年）3月開店[10]）

売場面積7,877m2。
- ブルドック（出雲市、1980年（昭和55年）3月1日開店[8] - ?）

延べ床面積約976m2、売場面積約799m2。
- （初代）平田店（平田市平田町1057[3]）

売場面積約313m2。
- 大社店（簸川郡大社町、1975年（昭和50年）3月16日開店[11] - ?）

延べ床面積約644m2、売場面積約592m2（直営売場面積約566m2）、駐車台数約40台。